# Apoderus
Apoderus är ett släkte av skalbaggar som beskrevs av Olivier 1807. Apoderus ingår i familjen rullvivlar.

## Bildgalleri

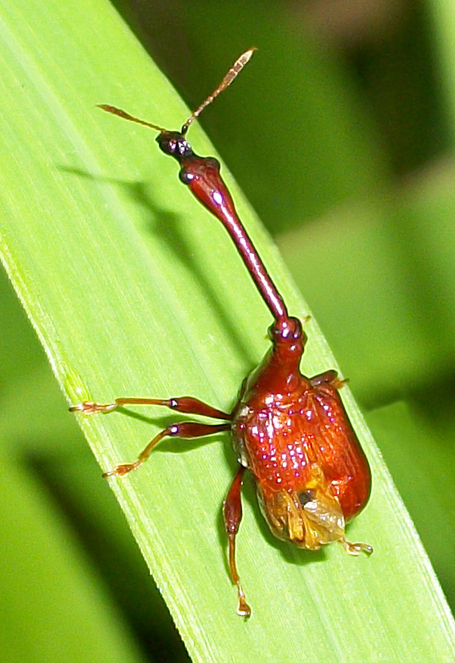

## Dottertaxa tillApoderus, i alfabetisk ordning[1][2]
- Apoderus abdominalis
- Apoderus adonis
- Apoderus affinis
- Apoderus alenensis
- Apoderus alluaudi
- Apoderus alni
- Apoderus angulipennis
- Apoderus anser
- Apoderus anxius
- Apoderus apicalis
- Apoderus arboretum
- Apoderus ardea
- Apoderus armatus
- Apoderus arrowi
- Apoderus asperipennis
- Apoderus assamensis
- Apoderus ater
- Apoderus aterrimus
- Apoderus atricollis
- Apoderus atricolor
- Apoderus atronitens
- Apoderus atropterus
- Apoderus atrovittatus
- Apoderus australasiae
- Apoderus avellanae
- Apoderus badeni
- Apoderus balteatus
- Apoderus balteus
- Apoderus basalis
- Apoderus benguetensis
- Apoderus bicallosicollis
- Apoderus bicolor
- Apoderus biguttatus
- Apoderus bihumeratus
- Apoderus bimaculatus
- Apoderus bintamensis
- Apoderus bipunctulata
- Apoderus bistrimaculatus
- Apoderus bistriolatus
- Apoderus blandus
- Apoderus brachialis
- Apoderus burgeoni
- Apoderus callosicollis
- Apoderus camelus
- Apoderus cantonensis
- Apoderus carbonicolor
- Apoderus cardinalis
- Apoderus carneolus
- Apoderus carnicus
- Apoderus castaneus
- Apoderus centralis
- Apoderus cerberus
- Apoderus chinensis
- Apoderus cinchonae
- Apoderus cinctipectoralis
- Apoderus cinctipennis
- Apoderus cinnabarinus
- Apoderus clavatus
- Apoderus clivicollis
- Apoderus coeruleatus
- Apoderus coeruleipennis
- Apoderus collaris
- Apoderus collarti
- Apoderus coloratus
- Apoderus concinnus
- Apoderus concolor
- Apoderus confluens
- Apoderus conradti
- Apoderus constans
- Apoderus corporaali
- Apoderus coryli
- Apoderus crenatus
- Apoderus cribropunctatus
- Apoderus crucifer
- Apoderus cruentatus
- Apoderus cyaenus
- Apoderus cyaneovirens
- Apoderus cyaneus
- Apoderus cyanopterus
- Apoderus cygneus
- Apoderus dauricus
- Apoderus decolor
- Apoderus denigrata
- Apoderus denigratus
- Apoderus dentipes
- Apoderus derridis
- Apoderus dimidiatus
- Apoderus discalis
- Apoderus discoideus
- Apoderus discostictus
- Apoderus discrepans
- Apoderus dispar
- Apoderus diversenotatus
- Apoderus dohrni
- Apoderus donckieri
- Apoderus doriae
- Apoderus dorsalis
- Apoderus drescheri
- Apoderus dromas
- Apoderus dubia
- Apoderus dubius
- Apoderus ducorpsi
- Apoderus dumosus
- Apoderus echinatus
- Apoderus elevatus
- Apoderus enoplus
- Apoderus erythrogaster
- Apoderus erythropterus
- Apoderus erythrurus
- Apoderus excellens
- Apoderus excisus
- Apoderus excoriatoruber
- Apoderus excoriato-ruber
- Apoderus extensus
- Apoderus fabricii
- Apoderus fallax
- Apoderus ferrarii
- Apoderus ferrum-equinum
- Apoderus festivus
- Apoderus fida
- Apoderus fidus
- Apoderus filicollis
- Apoderus fiorii
- Apoderus flaviceps
- Apoderus flavicornis
- Apoderus flavimanus
- Apoderus flavipes
- Apoderus flaviventris
- Apoderus flavonotatus
- Apoderus flavotinctus
- Apoderus flavotorosus
- Apoderus flavotuberosus
- Apoderus formosanus
- Apoderus foveipennis
- Apoderus frater
- Apoderus frontalis
- Apoderus funebris
- Apoderus fuscicornis
- Apoderus fuscipennis
- Apoderus geminus
- Apoderus gemmatus
- Apoderus gemmosus
- Apoderus geniculatus
- Apoderus gentilis
- Apoderus gibbicollis
- Apoderus giraffa
- Apoderus gracilis
- Apoderus haemorrhoidalis
- Apoderus hanoiensis
- Apoderus helferi
- Apoderus hieroglyphicus
- Apoderus hiratai
- Apoderus holoxanthus
- Apoderus homalinus
- Apoderus horridulus
- Apoderus horridus
- Apoderus humeralis
- Apoderus humerosus
- Apoderus hystrix
- Apoderus imitata
- Apoderus imperfecta
- Apoderus inaequalis
- Apoderus incana
- Apoderus indicus
- Apoderus insularis
- Apoderus intermedius
- Apoderus interstitialis
- Apoderus javanicus
- Apoderus jekeli
- Apoderus kamtschatica
- Apoderus kamtschaticus
- Apoderus krugeri
- Apoderus kuatunana
- Apoderus lagenoderoides
- Apoderus lameyi
- Apoderus languidus
- Apoderus laosensis
- Apoderus lateralis
- Apoderus latipennis
- Apoderus ledyardi
- Apoderus lepidulus
- Apoderus limbatus
- Apoderus lineatus
- Apoderus longiceps
- Apoderus longicollis
- Apoderus longicornis
- Apoderus ludyi
- Apoderus luteibasis
- Apoderus luteobilineatus
- Apoderus luteoplicatus
- Apoderus macropus
- Apoderus madegassus
- Apoderus malabarensis
- Apoderus manaliensis
- Apoderus maurus
- Apoderus melanopterus
- Apoderus melanostictus
- Apoderus miniatus
- Apoderus minimus
- Apoderus minutissimus
- Apoderus mixtus
- Apoderus modesta
- Apoderus montanus
- Apoderus morio
- Apoderus multicolor
- Apoderus mushanus
- Apoderus necopinus
- Apoderus nelligrinus
- Apoderus nietneri
- Apoderus niger
- Apoderus nigricollis
- Apoderus nigricornis
- Apoderus nigrifrons
- Apoderus nigrimaculatus
- Apoderus nigrinipes
- Apoderus nigripennis
- Apoderus nigripes
- Apoderus nigriventris
- Apoderus nigroaeneus
- Apoderus nigroapicatus
- Apoderus nigroflavus
- Apoderus nigromarginatus
- Apoderus nigrotibialis
- Apoderus nirifrons
- Apoderus nitens
- Apoderus notatus
- Apoderus numeralis
- Apoderus okamotonis
- Apoderus olivieri
- Apoderus olor
- Apoderus olsufievi
- Apoderus opacus
- Apoderus palawanensis
- Apoderus palliatus
- Apoderus pallidipes
- Apoderus pallidulus
- Apoderus palliolatus
- Apoderus panganicus
- Apoderus papei
- Apoderus pardalis
- Apoderus pauperulus
- Apoderus pectoralis
- Apoderus pedestris
- Apoderus perrieri
- Apoderus piceus
- Apoderus picinus
- Apoderus picticornis
- Apoderus politus
- Apoderus porri
- Apoderus potanini
- Apoderus praecellens
- Apoderus puguensis
- Apoderus pulchellus
- Apoderus pullus
- Apoderus pusillus
- Apoderus pygidialis
- Apoderus quadrillum
- Apoderus quadrimaculatus
- Apoderus quadripunctatus
- Apoderus rhodesianus
- Apoderus roelofsi
- Apoderus roepkei
- Apoderus rothkirchi
- Apoderus rubicundus
- Apoderus rubidus
- Apoderus rubricollis
- Apoderus rubripes
- Apoderus rubriventris
- Apoderus rubrocoxalis
- Apoderus rubrodorsatus
- Apoderus rubroterminatus
- Apoderus rufescens
- Apoderus ruficeps
- Apoderus ruficollis
- Apoderus rufithorax
- Apoderus rufiventris
- Apoderus rufoapicalis
- Apoderus rufobasalis
- Apoderus rufus
- Apoderus rugicollis
- Apoderus rugosus
- Apoderus sanguineus
- Apoderus sapporensis
- Apoderus satelles
- Apoderus scabrosus
- Apoderus schultzei
- Apoderus scitulus
- Apoderus scutellaris
- Apoderus seclusus
- Apoderus sejugatus
- Apoderus sejunctus
- Apoderus semiannulatus
- Apoderus seminiger
- Apoderus semipallens
- Apoderus semiruber
- Apoderus semirufus
- Apoderus septemdumatus
- Apoderus sexguttatus
- Apoderus sexspinosus
- Apoderus sharpi
- Apoderus shawi
- Apoderus shimauchiensis
- Apoderus signatus
- Apoderus simulans
- Apoderus sinicus
- Apoderus sissu
- Apoderus sjoestedti
- Apoderus spadiceus
- Apoderus spiculatus
- Apoderus spiculosus
- Apoderus spinidorsis
- Apoderus spinifer
- Apoderus spiniferus
- Apoderus spinipes
- Apoderus spinosus
- Apoderus staudingeri
- Apoderus striatipennis
- Apoderus subcinctus
- Apoderus subdimidiatus
- Apoderus subfasciatus
- Apoderus subfoveolatus
- Apoderus submaculatus
- Apoderus submarginatus
- Apoderus subopaca
- Apoderus subornatus
- Apoderus subvariolaris
- Apoderus subviridis
- Apoderus sulcicollis
- Apoderus superans
- Apoderus superbus
- Apoderus sylvaticus
- Apoderus tentator
- Apoderus tenuissimus
- Apoderus tessmanni
- Apoderus theresae
- Apoderus thibetana
- Apoderus tigrinus
- Apoderus tolerans
- Apoderus tonkinensis
- Apoderus tranquebaricus
- Apoderus trinotatus
- Apoderus tuberculimerus
- Apoderus umbrata
- Apoderus undatus
- Apoderus unicolor
- Apoderus uniformis
- Apoderus usambicus
- Apoderus wallacei
- Apoderus vanvolxemi
- Apoderus varians
- Apoderus varipes
- Apoderus verrucosus
- Apoderus westermanni
- Apoderus vitreus
- Apoderus vitticeps
- Apoderus xanthocyclus